# 麦克·温特伯顿
迈克尔·溫特伯頓（英語：Michael Winterbottom，1961年3月29日—）是一名英国籍电影制作人。在转去做故事片前他最开始于英国电视制作。他的三部作品《欢迎来到萨拉热窝》、《仙境》和《24小時狂歡派對》被提名戛纳电影节金棕榈奖。溫特伯頓擅长和同一批演员合作，因此在他的诸多作品中，观众常可以看到相同的面孔。包括雪莉·亨德森、保罗·帕普利维尔、John Simm、史提夫·高根、罗伯·布莱顿、Raymond Waring和Kieran O'Brien。

## 早期生涯
溫特伯頓生于英格兰兰开夏郡的布莱克本。早先求学于布莱克本的伊丽莎白女王文法学校（Queen Elizabeth's Grammar School, Blackburn），后在牛津大学贝利奥尔学院学习英语，之后又去布里斯托大学学习电影，和他同期学习的有马克·伊凡斯（Marc Evans）。

## 职业生涯

### 早期电视生涯
溫特伯頓的电视导演生涯开始于1989年的一部英格玛·伯格曼的纪录片和一部少儿连续剧《Dramarama》。1990年，他拍摄了一部电视电影《Forget About Me》 ，由艾文·布莱纳主演，讲述两名英国士兵和一个匈牙利青年的三角恋，并搭便车去布达佩斯看樂團Simple Minds的演唱会。
1991年，他导演了一系列的英国电视节目，包括儿童节目《Time Riders》的四部分，和电视连续剧《Boon》. 1992年，他导演了电视电影《日光之下》（Under the Sun），讲述一名英国女青年去希腊旅游的故事，由Kate Hardie主演。
他的早期电视作品结束于1995年的一部纪录片《欧洲电影：另一个好莱坞》。

### 电影作品
- 蝴蝶之吻（Butterfly Kiss）
- Go Now
- 绝恋（Jude）
- 欢迎来到萨拉热窝（Welcome to Sarajevo）
- I Want You
- With or Without You
- 仙境
- 雪岭传奇（The Claim）
- 24小時狂歡派對（24 Hour Party People）
- 尘世间（In This World）
- 代码46（Code 46）
- 九首歌
- 一个荒诞的故事（A Cock and Bull Story）
- 关塔纳摩之路（The Road to Guantanamo）
- 坚强的心（A Mighty Heart）
- 情留热那亚（Genova）
- 震荡学说（The Shock Doctrine）
- 美食之旅（The Trip）
- 特莉萨娜（Trishna）
- 每一天（Everyday）
- 情色大亨（The Look of Love）
- 意大利之旅（The Trip To Italy）
- 天使面庞（The Face of an Angel）
- 皇帝的新装（The Emperor's New Clothes）
- 罗斯和伊伯特的超越（Russ & Roger Go Beyond）

## 个人生活
溫特伯頓与Sabrina Broadbent结婚并与有两个女儿，但两人后来离婚。Broadbent之后写了描述自己婚姻的处女作小说《Descent: An Irresistible Tragicomedy of Everyday Life》